# Saltos ornamentais no Campeonato Mundial de Esportes Aquáticos de 2023 - Trampolim 3 m individual feminino

A competição de saltos ornamentais na categoria trampolim 3 m individual feminino no Campeonato Mundial de Esportes Aquáticos de 2023 fora realizada nos dias 20 e 21 de julho de 2023 no Fukuoka Prefectural Pool em Fukuoka, no Japão.  Ao todo, 51 participantes de 33 Comitês Olímpicos Nacionais estavam previstos para competirem.

## Cronograma
Todos os horários estão na Hora Legal Japonesa (UTC+09).
| Data        | Hora  | Evento        |
| ----------- | ----- | ------------- |
| 20 de julho | 09:00 | Eliminatórias |
| 20 de julho | 14:40 | Semifinal     |
| 21 de julho | 18:00 | Final         |

## Formato da competição
A competição consiste em três rodadas: eliminatória, semifinal e final. As 18 melhores saltadoras nas eliminatórias avançam a semifinal, onde apenas os 12 melhoras avançam até a final. Aquela com o melhor tempo garante a medalha de ouro.

## Medalhistas
| Ouro               | Prata              | Bronze               |
| Chen Yiwen · China | Chang Yani · China | Pamela Ware · Canadá |

## Resultados
| Pos.              | Saltadora                   | CON            | Eliminatória | Eliminatória | Semifinal     | Semifinal     | Final         | Final         |
| Pos.              | Saltadora                   | CON            | Pontos       | Pos.         | Pontos        | Pos.          | Pontos        | Pos.          |
| ----------------- | --------------------------- | -------------- | ------------ | ------------ | ------------- | ------------- | ------------- | ------------- |
| Medalha de ouro   | Chen Yiwen                  | China          | 355.00       | 1            | 363.70        | 1             | 359.50        | 1             |
| Medalha de prata  | Chang Yani                  | China          | 303.60       | 4            | 354.75        | 2             | 341.50        | 2             |
| Medalha de bronze | Pamela Ware                 | Canadá         | 304.95       | 3            | 332.40        | 4             | 332.00        | 3             |
| 4                 | Maddison Keeney             | Austrália      | 301.00       | 6            | 319.75        | 6             | 327.95        | 4             |
| 5                 | Chiara Pellacani            | Itália         | 277.70       | 14           | 304.95        | 8             | 308.15        | 5             |
| 6                 | Hailey Hernandez            | Estados Unidos | 277.45       | 16           | 291.75        | 12            | 307.15        | 6             |
| 7                 | Sayaka Mikami               | Japão          | 316.05       | 2            | 340.55        | 3             | 305.25        | 7             |
| 8                 | Emilia Nilsson Garip        | Suécia         | 289.80       | 8            | 308.15        | 7             | 302.00        | 8             |
| 9                 | Scarlett Mew Jensen         | Reino Unido    | 288.60       | 10           | 302.05        | 10            | 299.10        | 9             |
| 10                | Julia Vincent               | África do Sul  | 277.70       | 14           | 295.95        | 11            | 297.30        | 10            |
| 11                | Sarah Bacon                 | Estados Unidos | 292.95       | 7            | 320.10        | 5             | 293.20        | 11            |
| 12                | Elena Bertocchi             | Itália         | 284.85       | 12           | 303.05        | 9             | 269.65        | 12            |
| 13                | Carolina Mendoza            | México         | 276.15       | 18           | 289.75        | 13            | Não avançaram | Não avançaram |
| 14                | Elizabeth Roussel           | Nova Zelândia  | 277.10       | 17           | 287.60        | 14            | Não avançaram | Não avançaram |
| 15                | Nur Dhabitah Sabri          | Malásia        | 303.55       | 5            | 285.45        | 15            | Não avançaram | Não avançaram |
| 16                | Kim Su-ji                   | Coreia do Sul  | 285.05       | 11           | 283.60        | 16            | Não avançaram | Não avançaram |
| 17                | Clare Cryan                 | Irlanda        | 289.55       | 9            | 283.45        | 17            | Não avançaram | Não avançaram |
| 18                | Lena Hentschel              | Alemanha       | 282.65       | 13           | 225.30        | 18            | Não avançaram | Não avançaram |
| 19                | Georgia Sheehan             | Austrália      | 274.90       | 19           | Não avançaram | Não avançaram | Não avançaram | Não avançaram |
| 19                | Jana Rother                 | Alemanha       | 274.90       | 19           | Não avançaram | Não avançaram | Não avançaram | Não avançaram |
| 21                | Mia Vallée                  | Canadá         | 274.80       | 21           | Não avançaram | Não avançaram | Não avançaram | Não avançaram |
| 22                | Michelle Heimberg           | Suíça          | 271.85       | 22           | Não avançaram | Não avançaram | Não avançaram | Não avançaram |
| 23                | Elna Widerström             | Suécia         | 270.90       | 23           | Não avançaram | Não avançaram | Não avançaram | Não avançaram |
| 24                | Yasmin Harper               | Reino Unido    | 266.10       | 24           | Não avançaram | Não avançaram | Não avançaram | Não avançaram |
| 25                | Helle Tuxen                 | Noruega        | 262.45       | 25           | Não avançaram | Não avançaram | Não avançaram | Não avançaram |
| 26                | Daniela Zapata              | Colômbia       | 262.40       | 26           | Não avançaram | Não avançaram | Não avançaram | Não avançaram |
| 27                | Gladies Lariesa Garina Haga | Indonésia      | 255.20       | 27           | Não avançaram | Não avançaram | Não avançaram | Não avançaram |
| 28                | Anisley García              | Cuba           | 254.10       | 28           | Não avançaram | Não avançaram | Não avançaram | Não avançaram |
| 29                | Naïs Gillet                 | França         | 253.90       | 29           | Não avançaram | Não avançaram | Não avançaram | Não avançaram |
| 30                | Anna Santos                 | Brasil         | 251.60       | 30           | Não avançaram | Não avançaram | Não avançaram | Não avançaram |
| 31                | Prisis Ruiz                 | Cuba           | 250.80       | 31           | Não avançaram | Não avançaram | Não avançaram | Não avançaram |
| 32                | Elizabeth Pérez             | Venezuela      | 233.90       | 32           | Não avançaram | Não avançaram | Não avançaram | Não avançaram |
| 33                | Kaja Skrzek                 | Polónia        | 233.55       | 33           | Não avançaram | Não avançaram | Não avançaram | Não avançaram |
| 34                | Haruka Enomoto              | Japão          | 232.80       | 34           | Não avançaram | Não avançaram | Não avançaram | Não avançaram |
| 35                | Rocío Velázquez             | Espanha        | 230.65       | 35           | Não avançaram | Não avançaram | Não avançaram | Não avançaram |
| 36                | Ng Yan Yee                  | Malásia        | 229.25       | 36           | Não avançaram | Não avançaram | Não avançaram | Não avançaram |
| 37                | Park Ha-reum                | Coreia do Sul  | 227.05       | 37           | Não avançaram | Não avançaram | Não avançaram | Não avançaram |
| 38                | Maha Amer Eissa             | Egito          | 219.75       | 38           | Não avançaram | Não avançaram | Não avançaram | Não avançaram |
| 39                | Aranza Vázquez              | México         | 218.70       | 39           | Não avançaram | Não avançaram | Não avançaram | Não avançaram |
| 40                | Estilla Mosena              | Hungria        | 215.80       | 40           | Não avançaram | Não avançaram | Não avançaram | Não avançaram |
| 41                | Celine van Duijn            | Países Baixos  | 214.60       | 41           | Não avançaram | Não avançaram | Não avançaram | Não avançaram |
| 42                | Juliette Landi              | França         | 211.10       | 42           | Não avançaram | Não avançaram | Não avançaram | Não avançaram |
| 43                | Ana Ricci                   | Peru           | 207.75       | 43           | Não avançaram | Não avançaram | Não avançaram | Não avançaram |
| 44                | Ashlee Tan                  | Singapura      | 204.40       | 44           | Não avançaram | Não avançaram | Não avançaram | Não avançaram |
| 45                | Lauren Hallaselkä           | Finlândia      | 193.35       | 45           | Não avançaram | Não avançaram | Não avançaram | Não avançaram |
| 46                | Elizabeth Miclau            | Porto Rico     | 193.05       | 46           | Não avançaram | Não avançaram | Não avançaram | Não avançaram |
| 47                | Patrícia Kun                | Hungria        | 189.30       | 47           | Não avançaram | Não avançaram | Não avançaram | Não avançaram |
| 48                | Amelie Foerster             | Roménia        | 188.95       | 48           | Não avançaram | Não avançaram | Não avançaram | Não avançaram |
| 49                | Bailey Heydra               | África do Sul  | 188.40       | 49           | Não avançaram | Não avançaram | Não avançaram | Não avançaram |
| 50                | Caroline Kupka              | Noruega        | 184.70       | 50           | Não avançaram | Não avançaram | Não avançaram | Não avançaram |
| 51                | Luana Lira                  | Brasil         | Não terminou | Não terminou | Não terminou  | Não terminou  | Não terminou  | Não terminou  |
| 51                | Maggie Squire               | Nova Zelândia  | Não iniciou  | Não iniciou  | Não iniciou   | Não iniciou   | Não iniciou   | Não iniciou   |